# Insolvenzordnung (Österreich)
Insolvenzordnung (abgekürzt IO) ist in Österreich der Name des Gesetzes, welches das Insolvenzverfahren regelt. Das Gesetz ging im Rahmen einer groß angelegten Novelle (Insolvenzrechtsänderungsgesetz 2010 – IRÄG 2010), die am 1. Juli 2010 in Kraft trat, aus der Konkursordnung hervor. Diese war zusammen mit der Ausgleichsordnung und der Anfechtungsordnung durch Kaiserliche Verordnung vom 10. Dezember 1914 über die Einführung einer Konkursordnung, einer Ausgleichsordnung und einer Anfechtungsordnung in Kraft gesetzt worden.
Nach der Aufhebung der Ausgleichsordnung durch das IRÄG 2010 ist die Insolvenzordnung die wichtigste Rechtsquelle des Insolvenzrechts. Letzteres wiederum ist Teil des Zwangsvollstreckungsverfahrens im Zivilverfahren.

## Gliederung
- I. Teil: Insolvenzrecht
  - I. Hauptstück: Wirkungen der Eröffnung eines Insolvenzverfahrens
    - 1. Abschnitt: Allgemeine Vorschriften
    - 2. Abschnitt: Anfechtung der vor Eröffnung des Insolvenzverfahrens vorgenommenen Rechtshandlungen

  - II. Hauptstück: Ansprüche im Insolvenzverfahren
  - III. Hauptstück: Wirkungen der Aufhebung des Insolvenzverfahrens
- II. Teil: Insolvenzverfahren
  - I. Hauptstück: Allgemeine Vorschriften
    - 1. Abschnitt: Gerichtsbarkeit im Insolvenzverfahren
    - 2. Abschnitt: Eröffnung des Insolvenzverfahrens
      - 1. Unterabschnitt: Allgemeine Voraussetzungen
      - 2. Unterabschnitt: Sonderbestimmungen für juristische Personen
      - 3. Unterabschnitt: Verfügungen des Gerichts

    - 3. Abschnitt: Organe des Insolvenzverfahrens
    - 4. Abschnitt: Feststellung der Insolvenzmasse
    - 5. Abschnitt: Feststellung der Ansprüche
    - 6. Abschnitt: Verfügung über das Massevermögen und Rechnungslegung
    - 7. Abschnitt: Aufhebung des Insolvenzverfahrens

  - II. Hauptstück: Verteilung
  - III. Hauptstück: Sanierungsplan
    - 1. Abschnitt: Allgemeines
    - 2. Abschnitt: Überwachung durch einen Treuhänder
    - 3. Abschnitt: Vermögensübergabe
    - 4. Abschnitt: Sanierungsplan mit Übergabe von Vermögen zur Verwertung
    - 5. Abschnitt: Nichtigkeit und Unwirksamkeit des Sanierungsplans
    - 6. Abschnitt: Sonderbestimmungen für eingetragene Personengesellschaften
- III. Teil: Sanierungsverfahren
- IV. Teil: Sanierungsverfahren mit Eigenverwaltung unter Aufsicht eines Verwalters
- V. Teil: Konkursverfahren
- VI. Teil: Sonderbestimmungen für natürliche Personen
  - I. Hauptstück: Insolvenz- und Schuldenregulierungsverfahren
  - II. Hauptstück: Zahlungsplan
  - III. Hauptstück: Abschöpfungsverfahren mit Restschuldbefreiung
- VII. Teil: Internationales Insolvenzrecht
  - I. Hauptstück: Völkerrecht und Rechtsakte der Europäischen Gemeinschaften
    - 1. Abschnitt: Allgemeines
    - 2. Abschnitt: Ergänzende Bestimmungen zur EU-Insolvenzverordnung

  - II. Hauptstück: Allgemeine Vorschriften
    - 1. Abschnitt: Anzuwendendes Recht
    - 2. Abschnitt: Österreichische Insolvenzverfahren
    - 3. Abschnitt: Anerkennung ausländischer Verfahren

  - III. Hauptstück: Sonderbestimmungen für Kreditinstitute und Versicherungsunternehmen
    - 1. Abschnitt: Grenzüberschreitende österreichische Insolvenzverfahren
    - 2. Abschnitt: Anerkennung ausländischer Verfahren
- VIII. Teil: Allgemeine Verfahrensbestimmungen
- IX. Teil: Begleitregelungen
- X. Teil: Schluss- und Übergangsbestimmungen

## Weblink
- Text der Insolvenzordnung